# Chelonistele lurida
Chelonistele lurida är en orkidéart som beskrevs av Ernst Hugo Heinrich Pfitzer. Chelonistele lurida ingår i släktet Chelonistele och familjen orkidéer.

## Underarter
Arten delas in i följande underarter:
- C. l. grandiflora
- C. l. lurida